# Neonatizid
Neonatizid (lateinisch/griechisch: Neugeborenentötung) bezeichnet die Tötung eines neugeborenen Kindes, in der Regel unmittelbar nach der Geburt.
Während in einigen Kulturkreisen die Tötung neugeborener Kinder eine übliche Maßnahme zur Vermeidung von u. a. Überbevölkerung war bzw. ist (siehe unten), schließt sonst diese Form der Kindstötung (Infantizid) an Schwangerschaften an, die bis zur Geburt des Kindes von der Mutter geheim gehalten oder sogar vor sich selbst verleugnet wurden. Die Tötung erfolgt hier bis auf wenige Ausnahmen durch die Kindesmutter selbst als extreme Stress- und Panikreaktion nach der „Überraschung“ der plötzlich erlebten Geburt.

## Ursachen
Insgesamt existieren bisher nur wenige Untersuchungen des Phänomens Neonatizid. Nach bisherigem Kenntnisstand gibt es keine isolierbare Einzelursache für die Tötung eines Neugeborenen durch die Mutter. Erst das Zusammentreffen mehrerer Faktoren führt in manchen Fällen zur Tat. Es gibt keinen Nachweis, dass bei Müttern, die einen Neonatizid vornehmen, häufiger eine Persönlichkeitsstörung vorliegt, beispielsweise im Sinne fehlender Reife oder völlig unzureichender Bewältigungsmechanismen, als bei anderen Müttern. Aber erstere sind im Falle der Aussetzung Neugeborener nicht in der Lage, vorhandene Hilfsangebote wie die Schwangerschaftskonfliktberatung, Babyklappen oder die Freigabe zur Adoption zu nutzen.
Auslöser für die pathologische Verheimlichung der Schwangerschaft und die spätere Aussetzung oder Tötung eines Säuglings kann das Umfeld der Mutter sein, wenn es eine mögliche Elternschaft ablehnt oder mit negativen Konsequenzen belegen würde. Aber auch in intakten und eigentlich akzeptierenden Umfeldern kam es zu Fällen von Neonatizid und Kindesaussetzung, bei denen die Mutter den Grund für ihr Verhalten nicht rational erklären konnte.
Es wird in Medien und Öffentlichkeit häufig die Ursache in den Lebensbedingungen der Täterinnen gesucht, z. B. dass diese etwa sehr jung, in Ausbildung oder arbeitslos seien. Aber tatsächlich wird die Tat von Müttern aller sozialen Schichten begangen, wie auch die Erziehungswissenschaftlerin und Kriminologin Christine Swientek feststellt: „Unter den Frauen, die ihr Baby umgebracht haben, waren Schulmädchen genau so wie Krankenschwestern und Sozialpädagogik-Studentinnen. Es geht durch alle Schichten, durch alle Altersklassen“. Theresia Höynck, Kriminologin und Rechtswissenschaftlerin bestätigt diese Erkenntnisse.
Es gibt nach aktuellen Erkenntnissen nur ein übereinstimmendes, eindeutiges Merkmal bei allen Taten: das persönliche Umfeld der Mütter hat die Schwangerschaft nicht wahrgenommen bzw. die Mütter konnten diese erfolgreich verbergen. Weiter sind keine eindeutigen Merkmale nachgewiesen. Als andere begünstigende Faktoren für einen Neonatizid kommen auch, aber nicht notwendigerweise, das Fehlen oder Nichtfunktionieren engerer sozialer Stütz- und Kontrollsysteme oder auch schwere Suchterkrankungen in Betracht, zumal, wenn sie Kritik- und Urteilsfähigkeit sowie den Bezug zur Realität beeinträchtigen.

## Größenordnung und Rahmenbedingungen
Jährlich werden in Deutschland etwa dreißig Neugeborenentötungen bzw. Kindsaussetzungen bekannt, fünfzig bis siebzig Prozent der Fälle werden aufgeklärt. Mitte des 19. Jahrhunderts waren die Opferzahlen wesentlich höher (geschätzt werden mehrere tausend Fälle), um 1950 gab es etwa dreihundert Opfer pro Jahr. Der Rückgang wird mit einer besseren sozialen Situation in Zusammenhang gebracht. Auch die Auswirkung der mit der Zeit immer üblicheren, besseren und verfügbareren Verhütungsmittel sowie die Fristenregelung dürfte hier signifikant sein.
Für Österreich beträgt die Zahl aktuell etwa drei pro Jahr. Im historischen Rückblick vermuten Susanne Krejsa MacManus und Christian Fiala einen Zusammenhang mit der Gesetzgebung hinsichtlich Schwangerschaftsabbruch. Relevant scheint auch das Lebensumfeld der betreffenden Frau: Ländliche Umgebung böte mehr Möglichkeiten bieten, den Leichnam zu beseitigen – MacManus und Filala sprechen von „Entsorgungsmöglichkeiten“ – bzw. eine geringere Gefahr der Entdeckung als städtische Siedlungsräume.

## Neonatizid im deutschen Strafrecht
Rechtlich werden Neonatizide nach § 212 StGB (Totschlag, Strafmaß 5 bis 15 Jahre) oder §§ 212, 213 (Minder schwerer Fall des Totschlags, Strafmaß 1 bis 10 Jahre) des Strafgesetzbuches verurteilt. Treten Merkmale wie Habgier, Grausamkeit oder rücksichtslose Eigensucht bei der Kindstötung auf, so ist die Kindstötung als Mord nach § 211 zu werten.
In Deutschland gab es bis zur Sechsten Strafrechtsreformgesetz 1998 für den Neonatizid eines nichtehelichen Kindes die strafrechtliche Privilegierung des § 217 StGB („Eine Mutter, welche ihr nichteheliches Kind in oder gleich nach der Geburt tötet“, Strafmaß 3 bis 15 Jahre, minderschwere Fälle 6 Monate bis 5 Jahre), der von einem verminderten Unrecht ausging auf Grund des gesellschaftlichen Drucks auf unverheiratete Mütter in den früheren Jahrhunderten (gesellschaftliche Ausstoßung, Verlust etwa der Arbeit, Pranger). Die Tötung eines ehelichen Kindes wurde damit aber nicht erfasst und als Totschlag gewertet.
Mit dem gesellschaftlichen Wandel und der Akzeptanz und Gleichstellung der nichtehelichen Kinder wurde diese Strafvorschrift 1998 als überflüssige, nicht mehr zeitgemäße Vorschrift angesehen und somit abgeschafft.
Untersuchungen zum Strafmaß zeigen, dass in 40 Prozent der abgeurteilten Fälle Freiheitsstrafen von bis zu zwei Jahren verhängt wurden. In der Regel werden die Taten als Totschlag bewertet, häufig als minder schwerer Fall.

## Neonatizid im österreichischen Strafrecht
Der Neonatizid ist gemäß § 79 StGB eine privilegierte Form des Mordes. Wird das Kind von der Mutter während der Geburt oder während diese noch unter der Einwirkung des Geburtsvorgangs gestanden hat, getötet, gilt die – im Vergleich zum Mord nach § 75 StGB – milde Strafdrohung von sechs Monaten bis zu fünf Jahren Freiheitsstrafe aufgrund der gesetzlich unwiderlegbar vermuteten Minderung der Zurechnungsfähigkeit während des Geburtsvorgangs. Der Neonatizid ist eine Vorsatztat und als solche von der fahrlässigen Tötung (§ 80 StGB) abzugrenzen.
Die Privilegierung greift sogar dann, wenn die Mutter die Tat lange vor der Geburt geplant hat und ihre Zurechnungsfähigkeit nachweislich nicht vermindert war.
Die Privilegierung kommt nur der Mutter zugute. Tötet der Vater oder eine andere Person das Kind, ist das nach § 75 StGB (Mord) strafbar. Selbiges gilt, wenn jemand die Mutter zur Tötung anstiftet, dann ist das nach § 12 iVm § 75 StGB (Bestimmungstäter) strafbar.

## Neonatizid im Schweizer Strafrecht
Eine Mutter, die ihr Kind während der Geburt oder solange sie unter dem Einfluss des Geburtsvorgangs steht, tötet, wird wegen Kindestötung nach Art. 116 Strafgesetzbuch bestraft.

## Im kulturellen Vergleich
Anders als in westlichen Kulturkreisen wurde oder wird es in der Tradition mancher anderer Kulturen weder moralisch noch rechtlich als verwerflich gewertet, Säuglinge nach der Geburt zu töten. Die folgenden Beispiele verdeutlichen dies (vgl. zum Beispiel Kuhse, Singer 1993, S. 135ff.):
- Bei den Netsilik-Inuit im arktischen Kanada war die Tötung neugeborener Mädchen sehr verbreitet. Hintergrund ist, dass männliche Nachkommen durch insbesondere die Jagd zur Sicherung des Überlebens der Familie beitragen konnten. Das lange Stillen (zwei bis drei Jahre) und Aufziehen eines Mädchens galt darum gerade in Zeiten knappen Nahrungsangebotes als Hindernis, da die Mutter nicht so schnell wieder schwanger werden und, so es der Zufall wollte, einen Jungen gebären konnte. Die Entscheidung darüber, ob ein weibliches Neugeborenes aufgezogen wurde, war hauptsächlich abhängig vom aktuellen und zu erwartenden Nahrungsangebot und wurde häufig vom Vater getroffen, aber auch von der Kindsmutter oder den Großeltern. Meist wurden die Kinder, deren Tod man entschieden hatte, in den Schnee gelegt und sie erfroren, sofern nicht eine andere Familie sich des Säuglings annahm. Als Nebeneffekt der Tötung weiblicher Neugeborener blieb das Geschlechterverhältnis relativ ausgeglichen, da viele Männer bei der Jagd umkamen.
- Auch bei den ǃKung (das ‚ǃ‘ steht für einen Laut, für den es im Deutschen keinen Buchstaben gibt), einem Nomadenvolk aus der Wüste Kalahari, war die Tötung Neugeborener kein ungewöhnliches Phänomen. Die Frauen töteten ihre Säuglinge, wenn sie mit einer Fehlbildung zur Welt kamen, der Abstand zum nächstälteren Geschwisterkind als zu klein betrachtet wurde (weniger als etwa drei bis vier Jahre) und bei Mehrlingsgeburten wurden prinzipiell alle Neugeborenen bis auf eines getötet. Allgemein herrschte der Gedanke vor, dass ein Kind mit Behinderung nicht wirtschaftlich sein kann und dass das parallele Stillen von zwei oder mehr Kindern unweigerlich entweder alle Kinder schwächt oder mindestens eines schließlich an Mangelernährung sterben würde. Im Zweifel wurde das Leben des älteren Kindes dem des Neugeborenen vorgezogen. Neben der natürlichen Säuglingssterblichkeit trug die Maßnahme der Neugeborenentötung dazu bei, die Bevölkerungsdichte ausgeglichen zu halten und zudem die Bedingungen der Kinderaufzucht den harten Lebensbedingungen des Volkes anzupassen (zum Beispiel Zurücklegen weiter Strecken, Stillen der Kinder oftmals bis zum vierten Lebensjahr, da keine andere Nahrung für Kinder vorhanden war, langes Tragen der Kinder durch die Mütter). Zur Niederkunft zog sich die Frau meist zurück, ggf. gemeinsam mit ihrer Mutter, und wenn sie beschlossen hatte, das Kind nicht aufzuziehen, da eine angemessene Versorgung nicht möglich erschien, wurde es mitsamt der Plazenta vergraben und galt als Totgeburt.
- Das Volk der Tikopia lebt in Polynesien und hielt sich bis zum Eintreffen christlicher Missionare streng an das Prinzip der Vorrangigkeit der Gemeinschaftsinteressen vor den Interessen des Einzelnen. In der Regel heiratete der älteste Sohn einer Familie und pflanzte sich fort, während die jüngeren männlichen Nachkommen der Familie meist unverheiratet blieben, oft sogar aus freien Stücken, denn Geschlechtsverkehr unter Unverheirateten wurde nicht als anstößig empfunden. Der älteste Sohn erbte das Land, der Ackerbau war die wichtigste Nahrungsquelle der Familie. An diesen Ressourcen orientierte sich die innerfamiliäre Bevölkerungskontrolle und der Vater hatte im Zweifel zu entscheiden, ob ein weiteres Kind insbesondere mit dem Nahrungsangebot seiner Familie kompatibel sein würde oder nicht. Verhütet wurde durch Unterbrechung des Geschlechtaktes vor dem Samenerguss (coitus interruptus), Methoden zum Schwangerschaftsabbruch wurden wenn, dann meist von unverheirateten Frauen praktiziert. Verheiratete Frauen töteten einen unpassend geborenen Säugling in der Regel nach der Geburt, indem sie ihn mit dem Gesicht auf den Boden legten, und ihn in dieser Position beließen, bis der Erstickungstod eingetreten war. Die Missionierung durch Christen hatte zur Folge, dass Geschlechtsverkehr unter Unverheirateten als Sünde betrachtet wurde, mehr Männer heirateten und mehr Kinder geboren wurden. Im Zuge der neuen Moralvorstellungen wurde auch die Neugeborenentötung nicht länger als Mittel zur natürlichen Bevölkerungskontrolle gesehen.
- Im Durchschnitt fünf bis sechs Kinder hatten die Dorfbewohner in Japan bis zum 18. Jahrhundert. Ab da bis in die erste Hälfte des 19. Jahrhunderts hinein wurde in bäuerlichen Familien, die sich keinen Schwangerschaftsabbruch leisten konnten, die Tötung Neugeborener als ein Mittel gegen die damals schon bestehende Überbevölkerung (gemessen am zur Bewirtschaftung verfügbaren Land) praktiziert, um dem Problem der Hungersnot und Unterernährung entgegenzuwirken bzw. vorzubeugen. Das Idealbild der japanischen Bauersfamilie dieser Zeit sah drei Kinder vor, zwei Söhne und eine Tochter. Die Tochter galt als Tauschobjekt für eine Ehefrau für den erstgeborenen männlichen Nachkommen, der zweite Sohn als Rückversicherung, falls dem anderen etwas zustoßen sollte. Die Säuglingstötung als Alternative zur Aufzucht des Kindes war so normal, dass Hebammen nach der Entbindung zu fragen pflegten, ob das Kind „zurückgelassen“ / „zurückgegeben“ werden solle oder nicht. Unpassende Kinder, die abgelehnt wurden, um das Gleichgewicht zwischen der Kinderzahl und dem Nahrungsangebot, der Familiengröße, der Gutsgröße und nicht zuletzt dem Geschlechterverhältnis der Geschwister zu halten, wurden bestattet, teils im Hof des Hauses, teils neben einem Heiligtum.
- Auch die Mariame, ein mittlerweile ausgestorbener Stamm nordamerikanischer Indianer aus der Gruppe der Coahuiltec, töteten häufig weibliche Nachkommen und gelegentlich auch männliche Kinder, wenn ungünstige Träume dies verlangten.
- Vor dem Verbot durch die britische Kolonialherrschaft wurden bei den Todas in Südindien viele weibliche Neugeborene getötet, um das Bevölkerungswachstum zu regulieren.

## Neonatizid bei schwerstbehinderten Neugeborenen
In den westlichen Kulturen vertreten seit Jahren eine Reihe von Menschen die Meinung, die selektive aktive Tötung bzw. die passiv zum Tode führende Nichtbehandlung von Neugeborenen mit schwersten Behinderungen oder Fehlbildungen (zum Beispiel Anenzephalie) solle legalisiert werden. Eine Vorreiterrolle nehmen in dieser Bewegung u. a. der australische Philosoph und Ethiker Peter Singer und der britische Bioethiker John Harris ein. Letzterer vertritt ähnlich wie Singer die Ansicht, dass es „nicht plausibel ist, von einem moralischen Wandel während der Reise durch den Geburtskanal auszugehen“ (BBC-News, 16. Januar 2004). Es ist beispielsweise seit langem in vielen westlichen Ländern gesetzlich legal und von großen Teilen der Gesellschaft toleriert und akzeptiert, bei einer vorgeburtlich festgestellten Behinderung oder Fehlbildung des Kindes – auch bei gegebener oder zu erwartender Lebensfähigkeit des Kindes – einen Schwangerschaftsabbruch vornehmen zu lassen. Darum sei es nicht nachvollziehbar, dass man ein Neugeborenes aufgrund moralischer Prinzipien leben lassen bzw. am Leben halten müsse, wenn seine Behinderung oder Fehlbildung pränatal nicht erkannt worden sei und den Eltern die Alternative des Abbruchs nicht geboten werden konnte.
Die Kritik an diesen Bestrebungen ist nach wie vor enorm. Insbesondere in Deutschland wird nicht nur von Behindertenorganisationen befürchtet, eine entsprechende Regelung könne einer Mentalität politischen Raum und rechtliche Legitimation geben, die letztlich gesellschaftliche Einstellungen zu Menschen mit Behinderung hervorrufen könne, welche in der Vergangenheit die nationalsozialistischen „Euthanasie“-Programme möglich werden ließen.